# Nomes da Índia

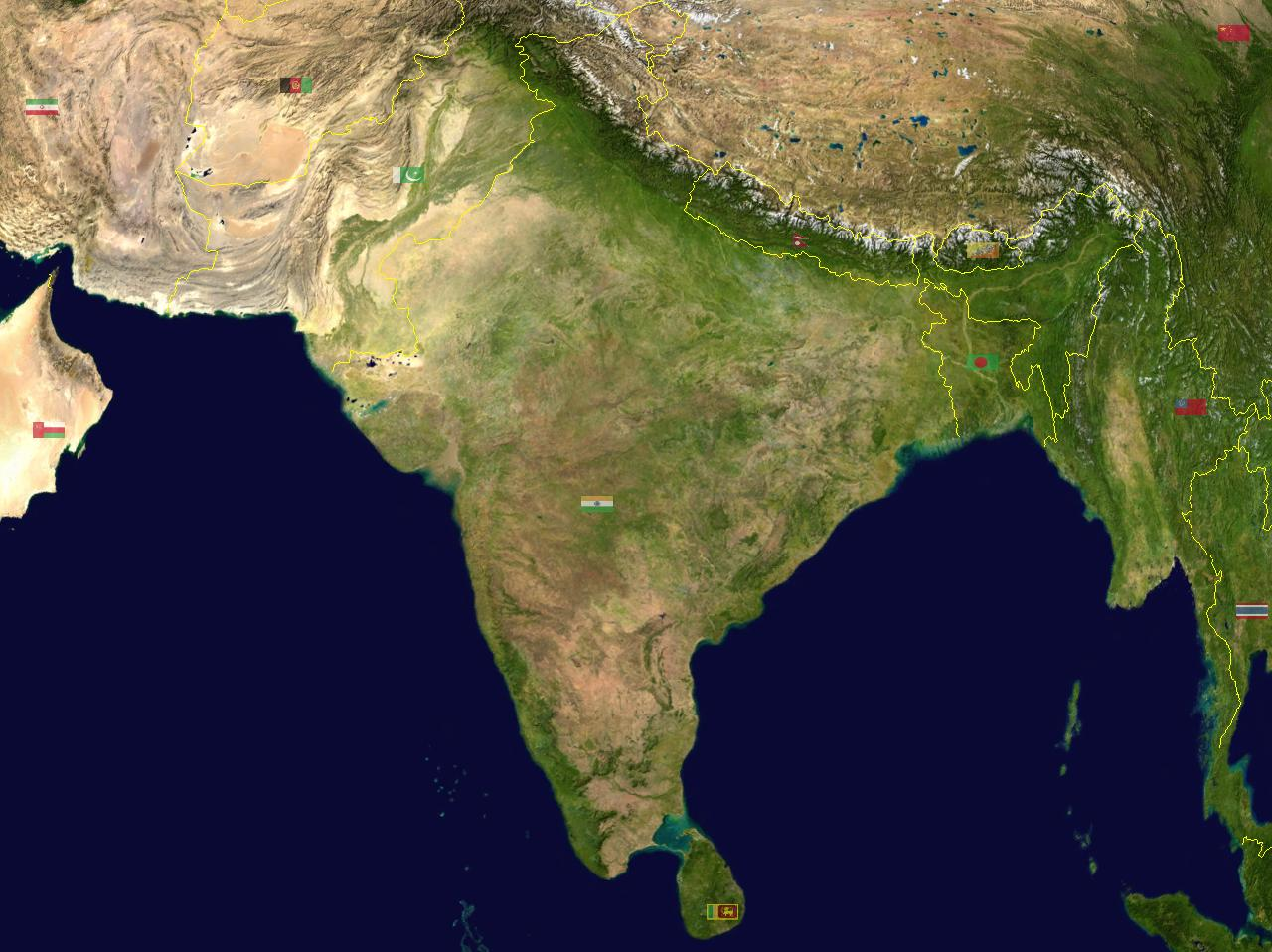
A região geográfica que contém o Subcontinente Indiano

A República da Índia tem dois nomes curtos principais, cada um dos quais é historicamente significativo, Índia e Bhārat. Um terceiro nome, "Hindūstān", às vezes usado como um nome alternativo para as regiões que compreendem a maioria dos estados Indianos modernos do Subcontinente Indiano quando eles falam entre si. O uso de "Bhārat", "Hindūstān" ou "Índia" depende do contexto e do idioma da conversa.
"Bhārat", o nome da Índia em várias línguas Indianas, é derivado principalmente do nome da tribo védica dos Bharatas, mencionada no Rigveda como um dos principais reinos do Aryavarta. Também é dito que é derivado do nome do filho de Dushyanta, Bharata do Mahabharata, ou do filho de Jain Tīrthaṅkara Rishabhanatha, Bharata .  No início, o nome Bhārat referia-se apenas à parte ocidental do Vale Gangético,   mas posteriormente foi aplicado de forma mais ampla ao Subcontinente Indiano e à região da Grande Índia, assim como o nome "Índia". Hoje refere-se à contemporânea República da Índia ali localizada. O nome "Índia" é originalmente derivado do nome do rio Sindhu ( Rio Indo ) e tem sido usado em grego desde Heródoto (século V a.C). O termo apareceu no inglês antigo no início do século IX e ressurgiu no inglês moderno no século XVII.
"Hindūstān" é o terceiro nome da República da Índia . Foi popular durante o governo de Mughal . O termo 'Hindu' foi a adaptação Persa Antiga de "Sindhu" ( Rio Indo ). "Hindustão" ainda é comum entre os estudiosos do urdu.